# Landgericht Aub
Das Landgericht Aub (bis 1840 Landgericht Röttingen) war ein von 1804 bis 1879 bestehendes bayerisches Landgericht älterer Ordnung mit Sitz in Aub im heutigen Landkreis Würzburg.
Die Landgerichte waren im Königreich Bayern Gerichts- und Verwaltungsbehörden, die 1862 in administrativer Hinsicht von den Bezirksämtern und 1879 in juristischer Hinsicht von den Amtsgerichten abgelöst wurden. Das Landgericht in Aub wurde bereits 1804 als Landgericht Röttingen begründet und blieb auch im Großherzogtum Würzburg 1810 bis 1814 als Landgericht bestehen. 1840 wurde das Landgericht Röttingen nach seinem Amtssitz Aub umbenannt. 1879 wurde das Amtsgericht Aub in den Grenzen des Landgerichtsbezirks Aub gebildet.